# John L. Helm
John LaRue Helm, född 4 juli 1802 i Hardin County, Kentucky, död 8 september 1867 i Elizabethtown, Kentucky, var en amerikansk politiker. Han var Kentuckys viceguvernör 1848–1850 samt guvernör 1850–1851 och från 3 september 1867 fram till sin död.
Helm studerade juridik och inledde 1823 sin karriär som advokat i Kentucky. År 1826 blev han för första gången invald i Kentuckys representanthus. Under åren var han talman i delstatens representanthus i flera omgångar samt ledamot av Kentuckys senat 1844–1848. Därefter valdes han som Whigpartiets kandidat till viceguvernör och tillträdde 1850 guvernörsämbetet efter att guvernör John J. Crittenden hade avgått. Året därpå efterträddes han i guvernörsämbetet av Lazarus W. Powell.
Efter amerikanska inbördeskriget tillträdde Helm på nytt som guvernör i september 1867. Whigpartiet som Helm hade representerat före kriget fanns inte längre och under kriget hade Helm hört till Abraham Lincolns kritiker. Sonen Benjamin Hardin Helm stupade på sydstaternas sida i slaget vid Chickamauga. John L. Helm vann guvernörsvalet 1867 som demokrat men efter kampanjen kände han sig utmattad. Helms hälsotillstånd försämrades och därför svor han ämbetseden i Elizabethtown snarare än i delstatens huvudstad Frankfort. Bara några dagar in i den andra ämbetsperioden som guvernör avled han och gravsattes därefter på familjekyrkogården i Hardin County. Som guvernör efterträddes Helm 1867 av John W. Stevenson.